# Хаслев
Хаслев (дан. Haslev) је град у Данској, у југоисточном делу државе. Град је у оквиру покрајине Сјеланд, где са околним насељима чини једну од општина, Општину Факсе.

## Природни услови
Хаслев се налази у југоисточном делу Данске. Од главног града Копенхагена, град је удаљен 65 километара јужно.
Град Хаслев је положен на у југоисточном делу данског острва Сјеланд. Град је у унутрашњости острва, ап подручје око града је бреговито. Надморска висина града креће се од 30 до 60 метара.

## Историја
Подручје Хаслева било је насељено још у доба праисторије. Данашње насеље се први пут помиње у средњем веку, али није било значајније насеље све до краја 19. века. 1870. године тадашње село Хаслев је постало важна железничко чвориште, па се почело нагло развијати.
И поред петогодишње окупације Данске (1940-45.) од стране Трећег рајха Хаслев и његово становништво нису много страдали.

## Становништво
Хаслев је 2010. године имао око 11 хиљада у градским границама. Општина Факсе имала је око 35 хиљада становника.

## Збирка
- Хаслев из ваздуха
- Црква у Хаслеву